# 29 août 1948
Le dimanche 29 août 1948 est le 242e jour de l'année 1948.

## Naissances
- António Francisco dos Santos (mort le 11 septembre 2017), évêque catholique portugais
- Benjaman Kyle, patient amnésique américain
- Boris Pergamenchtchikov (mort le 30 avril 2004), violoncelliste russe
- Charles David Walker, ingénieur américain
- Gilles Carrez, personnalité politique française
- Joseph Arame, athlète français
- Maryvonne Maney, athlète française
- Robert S. Langer, ingénieur biomédical américain
- Sam Freed, acteur américain
- Santiago Fisas Ayxelá, homme politique espagnol
- Simon House, musicien britannique
- Sonia Lagarde, maire de Nouméa, Nouvelle-Calédonie
- Xaver Kurmann, coureur cycliste suisse

## Événements
- Grand Prix automobile d'Albi